# 万小散
万小散（1963年12月20日—2013年5月2日），艺名万梅罕，女，傣族，云南省芒市人，中华人民共和国表演艺术家，一级演员，有“孔雀公主”、傣剧“女神”之称。

## 生平
1963年，万小散生于芒市遮放镇南冷村，1979年考入德宏州民族歌舞团，从事戏剧表演。1985年曾为到访德宏的泰国公主甘拉亚妮·瓦塔娜演唱泰语歌曲。2000年，被授予“云南省优秀青年演员”称号，2002年获云南省有突出贡献优秀人才奖，2003年出任德宏州傣剧团副团长，2004年被授予一级演员，2006年被授予“云南省青年表演艺术家”称号。曾多次代表云南出访日本、美国、新加坡、香港等地。万小散是傣剧表演者的代表人物，被民间奉为傣族戏曲的女神。代表作有《娥并与桑洛》、《朗推罕》（孔雀公主）、《海罕》、《昌弓相》、《相梦》、《南西拉》等。
2009年，在瑞丽演出的万小散倒在舞台上，被确诊为M3型白血病。2011年11月病情加重，次年1月赴京治疗。因医治无效，2013年5月2日在京逝世。